# 穆阿迈尔·卡扎菲之死
2011年10月20日，利比亞前領導人穆阿迈尔·卡扎菲在全国过渡委员会所领导部队的清剿作战中遭连环枪击虐待折磨身亡。卡扎菲之死是象徵第一次利比亞內戰告終的重要標誌，也是阿拉伯之春中的重大事件。
過渡政府軍攻佔蘇爾特大部份地區後，2011年10月20日向親卡扎菲部隊最後據點發動終極一擊，車隊向西逃亡時遇北约战机空襲。卡扎菲和几个保镖被迫躲在下水管道内，之后被执政当局的武装人员抓获。当时卡扎菲仅右臂受伤，并持有一把手枪，但在被抓获时他并未抵抗。全国过渡委员会表示在随后过渡委武装与卡扎菲支持者的交火中，卡扎菲因头部遭到枪击而不治身亡。同行的前國防部長阿布-贝克尔·尤尼斯·贾卜尔亦胸口中槍身亡，卡達菲五子穆塔西姆在蘇爾特被殺，次子賽義夫已于2011年11月19日在利比亚南部塞卜哈地区的小镇奥巴里落网。

## 死亡经过
根据各种信息确认，卡扎菲在重型武装部队的保护下于8月21日从的黎波里逃匿到苏尔特的几个建筑内，而且一直躲避到10月。因为作为卡扎菲的故乡，苏尔特拥有大批支持他的前政府高官和民众。
过渡委执政当局新闻官优素福·萨拉比20日说，一些被俘者透露了卡扎菲及其当政时的情报部长及总参谋长等人的藏身地点，过渡委武装于是才对这些地点展开了搜索，并向城内卡扎菲支持者所占领的阵地发起了总攻，进攻持续了大概90分钟。
10月20日早晨，一个载有卡扎菲的车队企图在包围中逃离苏尔特。当地时间8时30分，他所在的装甲车队在苏尔特以西3公里处受到法国空军幻象2000的空袭，几辆车被炸毁并有几十名效忠卡扎菲的士兵被打死。此外，车队也受到美国空军使用的MQ-1 捕食者偵察機发射的AGM-114地獄火飛彈的打击。法国国防部长Gérard Longuet表示法军的攻击行为是警告和阻止卡扎菲部队的逃跑，而非是要消灭他们。
在空中打击下，卡扎菲在保镖的陪同下藏到了一处下水道里。根据抓获卡扎菲的武装人员描述，当时卡扎菲正在所藏匿的水泥管道中睡觉，多名保镖在其周围警戒。結果附近的一组过渡委士兵（来自米苏拉塔的“猛虎部队”）与卡扎菲部队交火。在当局武装人员在冲入水泥管道抓捕卡扎菲时，卡扎菲虽手持一把黄金制手枪，但并未抵抗，其中一名武装人员向其腹部开了一枪，卡扎菲的腿部和背部被枪打中。之后卡扎菲又遭到了当局武装人员的殴打。根据一名过渡委士兵的陈述，有一名效忠卡的士兵也射中了卡扎菲，目的是想以后获得过渡委的赦免。
后来很快卡扎菲与另外的高官被过渡委士兵击毙，死前他曾喊道“不要开枪！”。在一个他被俘获的现场视频中，可看到他坐在一辆车的车头，被过渡委士兵押护着。一名过渡委高官表示过渡委并没有下达处死卡扎菲的命令。根据另外一些消息得知，“过渡委士兵在俘获和押运卡扎菲的途中，将他殴打并杀死”。过渡委执行委员会主席马哈茂德·吉卜里勒则表示，“当车队在行驶途中由于交战双方的火力致使卡扎菲的头部中弹身亡”。
阿拉伯卫星电视台所播放的画面显示，被抓获后的卡扎菲血流满面，并在多名执政当局武装人员的推搡中大声叫喊。根据半岛电视台发布的两段视频显示：第一个视频中卡扎菲脸部和衣服上布满血迹，一些武装士兵揪着他的头发并高喊“真主至大”；第二个视频显示卡扎菲胸部以上的衣服被扒落，脸色苍白，头部中枪并有一大片血液，而抓住他的士兵们则兴高采烈地朝空中鸣枪；此外，还有一段发布到YouTube的视频显示，士兵们“在卡扎菲尸体的周围围观拍照，并上下摆弄他的头”。还有一段视频显示卡被俘后其肛门被人用棍或刀捅入。
虽然卡扎菲最后时刻的报道存在矛盾，但是过渡委执政当局肯定地表示卡扎菲是在被俘后的交火中死亡的。根据利比亚执政当局总理贾布里勒的描述，在执政当局武装人员转移卡扎菲的时候，遭遇了卡扎菲支持者的袭击。在双方交火的过程中，卡扎菲的头部被一颗“无法确定来源的”子弹击中，他在被带离苏尔特时依然存活，但是在到达医院前几分钟死去。
卡扎菲的尸体被运到米苏拉塔，那里的医生尸检证明他死于头部和腹部中弹。
过渡委宣布卡扎菲儿子奥-穆·坦塞姆·比拉·卡扎菲也在同一天在苏尔特被打死，一个视频显示穆·坦塞姆的尸体躺在一辆救护车上。而二子赛义夫·伊斯拉姆·卡扎菲曾被报道说受伤并被俘，后来的消息显示赛义夫逃到了利南部的沙漠地区（他之前在拜尼沃利德指挥战斗），且试图进入尼日尔境内。过渡委11旅的司令Abdul Hakim Al Jalil表示，卡扎菲政权的发言人穆萨·易卜拉欣在苏尔特附近被俘。有报道说卡扎菲的一个侄子艾哈迈德·易卜拉欣也被俘。

### 最后数月的生活
纽约时报在利比亚米苏拉塔军情部门访问卡达菲的近身侍卫兼高级保安和情报官易卜拉欣，他以「彷徨」来形容卡达菲最后的日子。
卡达菲从的黎波里被攻陷逃亡到苏尔特，易卜拉欣几日后与卡达菲会合，他们在围攻下到处匿藏。直至暴露行踪在水渠被捕那个星期，易卜拉欣、一众副官及五子穆塔西姆一直跟随卡达菲。 
他们每隔数日就改变落脚点，住在空置的破屋，吃居民剩下的饭麵充饥，面对四处流亡和围攻，易卜拉欣表示卡达菲显得很不耐烦，经常批评为什么没电没水。 
外界都认为卡达菲好战会战斗到底，但易卜拉欣透露卡达菲只是以卫星电话与外界联系，基本上没参与过战斗，并没有开过枪。卡达菲對於利比亚人造反這件事，有时显得很后悔，并且解释自己未能投降或逃亡是基于义务和责任，并为利比亚发生的一切道歉。 
易卜拉欣又表示，实际上卡达菲比他儿子穆塔西姆有更多放弃权力的念头，因为易卜拉欣曾与一众官员多次商讨过是否应放弃权力甚至逃到国外，但穆塔西姆一直拒绝。

## 国内反应
听到卡扎菲死亡的消息后，许多利比亚民众欢呼雀跃，人们纷纷涌出家门走上大街不断欢呼、军人开枪、司机鸣笛共同分享喜悦激动之情；位于的黎波里的利比亚人在街头手举新国旗游行庆祝；身在苏尔特的过渡委士兵在街头对天鸣枪、互相拥抱和挥舞武器表示庆祝；一些民众自发向过往车辆发放糖果；在拜尼沃利德、班加西等地也有同样的庆祝活动；
不过，也有不少民众对未来表示担忧：的黎波里大学的学生穆拉德说，“卡扎菲的死亡并不意味着利比亚从此就会一帆风顺，现在还看不到利比亚的未来，过渡委能否把国家管理好，我还有疑虑”；拜尼沃利德市民艾哈迈德说，“战争毁掉了我的家，我的个人财物也被洗劫一空，我们不关心什么民主自由，只想有安定的生活。”

### 宣布解放与过渡进程
10月22日，过渡委执行委员会主席马哈茂德·吉卜里勒在约旦举办的世界经济论坛阿拉伯特别会议上表示：过渡委将在1个月内组建临时政府，目前的首要任务是清理散落在民间的武器装备，同时恢复国家稳定和秩序；将在8个月内举行大选，以组建利比亚国民议会，“这一议会将有两个任务：起草新宪法并就此进行全民公决；组建过渡政府，直至举行首次总统选举。”
当地时间10月23日下午，过渡委在班加西Kish Square广场举行庆祝全国解放的仪式。穆斯塔法·阿卜杜勒·贾利勒等官员以及数万民众出席了庆典。仪式开场诵读了可兰经，奏响利比亚国歌，许多人都挥舞着新国旗。一名负责死伤及失踪人口的执政当局的部长说：“世纪法老(卡扎菲)，现在你已被扔进了历史的垃圾桶……这是命运的举措”。贾利勒在庆祝仪式上发表了讲话：他感谢在战争中遇难的执政当局武装人员和平民，感谢为战争胜利提供帮助的所有利比亚人，利比亚的未来将由利比亚人自己来创造；他呼吁利比亚人民今后保持耐心、秉持宽容、共同维护国家的稳定和安全，呼吁利比亚人遵守法律、不要用武力来谋求权利。当天，班加西、的黎波里、米苏拉塔等地的民众也纷纷走上街头，庆祝全国解放。

## 国际反应

### 国际组织
- 联合国秘书长潘基文说:“这一天标志着利比亚历史进程的转变，在未来的日子里，我们将看到那些为此而付出过许多的利比亚人的庆祝画面，现在是所有利比亚人需要团结的时刻，利比亚人会实现他们对于未来国家统一与和解的愿望，交战双方的武装必须放下武器达成和平，现在是需要恢复和重建、需要宽容而非报复的时刻”[27]。
- 非洲联盟发表声明说：该组织已经终止了利比亚前政府的成员资格，并允许过渡委代表利比亚进入该组织[27]。
- 阿拉伯国家联盟秘书长纳比勒·阿拉比说：他希望曾铁腕统治利比亚超过40年的卡扎菲的死能“翻过暴政的历史”[28]。
- 北大西洋公约组织秘书长拉斯穆森说：“北约及其盟友为了保护利比亚平民的安全，成功执行了联合国安理会的历史性决议。北约将与联合国及利比亚“全国过渡委员会”协调，结束对利比亚的军事行动”，“我呼吁利比亚人民放弃分歧，团结一致构建一个光明的利比亚。我们希望‘全国过渡委员会’能够阻止对平民的报复，对待卡扎菲旧部时，能够保持克制。”[29]
- 欧洲联盟主席范龙佩说：“卡扎菲的死结束了专制统治的时代、终结了利比亚人民遭受卡扎菲奴役的漫长历史”，“欧盟将与国际社会一道，继续支持利比亚民主转型及经济重建”[27]。

### 外国政府

#### 非洲
- 辛巴威 – 与津巴布韦总统羅伯·穆加貝同属一个政党的国会议员Cairo Mhandu表示：他对卡扎菲的死感到难过，“这对利比亚人来说是悲伤的一天……卡扎菲赢得了选举，是一个真正的领袖，他是被外国推翻的，而不是被利比亚人。卡扎菲死于战斗中，他是个真正的非洲英雄”。他称卡扎菲的倒台是“非洲新殖民主义的开始”。而该国的记者和国人则大多对卡扎菲的死表示高兴[30]。

#### 亚洲
- 中國 – 中国外交部表示：利比亚的历史已经翻开了新的一页，我们希望利尽快开启包容性政治过渡进程，维护民族团结与国家统一，尽快实现社会稳定，并开展经济重建，使人民过上安宁、幸福的生活。[31]
- 印度 – 印度外交部发表声明：支持代表利比亚人民的过渡委为实现自由民主、促进人权和重建国家各个领域所做的努力[32]。
- 土耳其 -  土耳其外长说：“卡扎菲和卡扎菲政权的命运对于阿拉伯地区的变革进程来说是一个值得引以为戒的残酷的教训”。
- 伊朗 – 外交部长Ali Akbar Salehi向利比亚人和过渡委表示祝贺，同时也表示伊朗准备愿意为建设“一个崭新而民主的利比亚”提供帮助[33]。
- 伊拉克 – 伊拉克总理努里·马利基对打死卡扎菲表示致敬，说“我们庆祝利比亚兄弟和过渡委消灭了残暴统治利比亚40年的暴君”，他还将卡扎菲的死与伊拉克前总统萨达姆·侯赛因被绞死进行比较，宣称“伊拉克同利比亚以及其他地区的独裁者的下场一样，证明了无论独裁者统治多久，人民都有能力将他推翻”[34]。有巴格达市民说：要恭贺利比亚人民，因为他们除掉了一个罪犯[35]。
- 黎巴嫩 – 黎巴嫩国会发言人Nabih Berri表示欢迎这个消息，称“真主的正义实现了”。前总理萨阿德·哈里里也对此事件表示欢迎，说“卡扎菲的终结是在面对渴求自由与民主的国民时使用杀戮和血腥镇压手段的所有暴政者都不可避免的结局”[36]。

#### 欧洲
- 俄羅斯 – 特别公使Mikhail Margelov警告说：虽然卡扎菲已死，但是战争可能还要持续下去[37]。
- 法國 – 法国总统萨科奇说卡扎菲的死是利比亚人为“挣脱长达40年的奴役独裁暴政获得民主自由”战争中的一个里程碑[38]。
- 英国 – 英国首相戴维·卡梅伦说：“我们应该记住那些死于独裁者与独裁政权手中的许许多多的利比亚人”，“利比亚人现在更有机会去建设一个强大的民主国家”。外长夏偉林对于不能审判卡扎菲表示遗憾[39]。
- 德国 – 德国总理安格拉·默克爾说：这对利比亚和新和平的开端是重要的一天[40]，“卡扎菲对自己的人民发动的血腥的战争将要结束，利比亚必须尽快朝着民主的道路向前迈进”[27]。
- 義大利 – 意大利总理西尔维奥·贝卢斯科尼说：卡扎菲的死标志着现在“战争结束了”[41]。
- 西班牙 – 西班牙外长Trinidad Jiménez表示：西班牙呼吁利比亚能实现和解并愿意为利比亚的和平建设事业提供援助[42]。
- 荷蘭 – 荷兰首相馬克·呂特说：利比亚人曾冒着巨大的生命危险去反抗卡扎菲的统治，“我们宁愿看到他由于所犯下的罪行而在海牙受审，无论如何，让我们期望其他罪犯能到国际刑事法院受审[43]。
- 奥地利 – 奥地利外长Michael Spindelegger说：“他对流血事件将要结束感到宽慰”[40]。
- 愛爾蘭 - 外长Eamon Gilmore说卡扎菲的死结束了“利比亚悲伤和血腥的历史”，“利比亚人靠他们的勇气和坚持战胜了残酷专制的卡扎菲政权”[44]。
- 挪威 - 挪威首相延斯·斯托尔滕贝格说：卡扎菲的死“是利比亚的转折点”，“现在是开创一个民主的利比亚的时候了”[45]。
- 瑞典 – 瑞典首相弗雷德里克·赖因费尔特表示：他曾希望能够审判卡扎菲，不过现在利比亚的重建进程可以开始了[46]。
- 馬爾他 - 总理劳伦斯·贡齐说：“卡扎菲的死标志着开启了一个新的利比亚”，“马耳他将会依据自己的能力来帮助利比亚”[47]。
- 波蘭 - 波兰外长表示：期望利比亚走向和平与民主，“我们对于独裁者为了保住权力而将国家拉进内战造成了上万人死亡感到悲伤”[48]。
- 匈牙利 – 匈牙利外长János Martonyi说：“卡扎菲的死意味着数十年的暴政的终结和利比亚新篇章的开始”，他也表示匈牙利准备在利比亚民主化的进程上发挥主要的帮助作用[49]。
- 保加利亚 - 外长Nikolay Mladenov说：“卡扎菲的死标志着利比亚人民主导的利比亚迈入了新时代”[50]。
- 阿尔巴尼亚 – 总统巴米尔·托皮和总理萨利·贝里沙祝贺利比亚独裁者被消灭，这意味着战争将要结束。总统表示战争虽然造成很大的损失，但是却终结了一个统治时间最长的独裁者的命运，利比亚渴望和平和民主。总理表示虽然他希望能审判卡扎菲，但是对于结束冲突他感到喜悦，消灭独裁者无论对于利比亚人来说还是整个世界来说都是好事[51][52]。
- 科索沃 – 科索沃总统阿蒂費特·亞希雅加说：“祝贺利比亚冲突得到终结以及北约完成了为支持利比亚人打倒统治超过40年的独裁者的使命”，“这是利比亚人民战胜邪恶势力的胜利，开启了利比亚民主发展的新篇章”[53]。科索沃总理哈辛·塔奇说：“经过42年的暴政之后，卡扎菲的死将促使利比亚人有能力去建设一个民主的未来，这一天人们应该记住那些所有卡扎菲政权犯下的暴行，这是世界和平的胜利。”[54]

#### 北美洲
- 美国 – 美国总统奥巴马发表了一个书面声明说“笼罩利比亚的阴影和暴政已经过去了”，但是“我们不要被错觉迷惑，利比亚要走向民主需要一个漫长和曲折的过程”[55]。
- 加拿大 – 加拿大总理史蒂芬·哈珀说：卡扎菲将“不能再继续支持恐怖主义和屠杀自己的国民了”，“利比亚人会最终跨过被奴役欺压42年的历史，现在他们要争取开创一个更好的未来”[56]。

#### 南美洲
- 巴西 – 巴西总统迪爾瑪·羅塞夫说：“我认为利比亚正在开启民主转变的进程，不过，这并不意味着我们应该庆祝他的死，所有国家都应该容纳和平与民主”[57]。
- 哥伦比亚 - 总统胡安·曼努埃尔·桑托斯发表声明：“随着卡扎菲的死亡，我们希望利比亚能尽快走上正常的轨道，利比亚人有能力和责任最终实现自由和民主”[58]。
- 委內瑞拉 - 总统查韦斯对法新社表示：“我们应该记住卡扎菲是一个伟大的斗士、革命者和烈士，谋杀他是另一种暴行”[59]。

#### 大洋洲
- – 澳大利亚总理茱莉雅·吉拉德说：苏尔特被攻克以及卡扎菲被打死是标志着“利比亚为求解放而进行的战争将要结束的一天”，她也表示支持过渡委领导的政府进行的转变进程。外长陆克文呼吁这一事件能尽快结束利比亚的武装暴力冲突。反对派领导人托尼·阿博特说“我认为没有卡扎菲的世界更好”[60]。

## 影响
作为阿拉伯之春的一部分，卡扎菲之死被认为能影响阿拉伯和中东地区的局势。有人预测该事件能加强发生在叙利亚和也门的示威运动，甚至可能引发巴林发生革命，而利比亚鄰国阿尔及利亚有重要的石油和天然气资源，是美国和欧洲一大主要进口来源，若阿尔及利亚也发生类似的革命，则会导致油气出口暂停数月，法国政府表示正在“关注阿尔及利亚的局势”。
随着“阿拉伯之春”此后走向低潮，卡扎菲死后的利比亚并未实现稳定、发展及政治进步，反而陷入混乱及分离。
卡扎菲在未垮台前宣稱，從利比亞經地中海北上歐洲的偷渡活動遭利比亞政府有效壓制，例如2009年全年意大利只截獲7,300名偷渡者。卡扎菲在2011年3月曾經提出警告，表示一個統一和穩定的利比亞對於抑制地中海的偷渡活動事關重要。他还在与英国前首相布莱尔通话时表示，如果自己丢掉政权，恐怖主义势力将在中东崛起并必将攻击欧洲。卡扎菲被推翻后，利比亚在2010年代中期开始愈演愈烈的欧洲移民危机中成为了难民及非法经济移民越境的来源地及跳板。有评论对此表示，这是参与推翻卡扎菲政权的欧洲国家“搬起石头砸自己的脚”和“咎由自取”。